# Phylloxeroxenus cressoni
Phylloxeroxenus cressoni is een vliesvleugelig insect uit de familie Eurytomidae. De wetenschappelijke naam is voor het eerst geldig gepubliceerd in 1897 door Howard.